# 安妮克·克拉恩
安妮克·克拉恩（德語：Annike Krahn，1985年7月1日—），德国女子足球运动员。她曾代表德国参加2008年和2016年夏季奥林匹克运动会足球比赛，获得一枚金牌和一枚铜牌。